# COMIC'S★ウルトラ大全集
『COMIC'S★ウルトラ大全集』（コミックス ウルトラだいぜんしゅう）は、リム出版より発行されたウルトラシリーズを題材とした漫画単行本のレーベル。

## 概要
円谷プロダクション創立30周年記念の特別企画として、『ウルトラマン』から『ウルトラマン80』までのテレビシリーズ8作を題材としたオリジナルストーリーの漫画を全40巻で刊行する予定として企画されたが、出版社のリム出版が倒産したために企画は頓挫し、第1回配本分の全4巻のみが出版されるに終わった。
原作とするテレビシリーズごとに漫画家が担当する形式で執筆されており、単行本が発行されなかった分に関しては『ウルトラマンA』を松久由宇、『ウルトラマンレオ』を林壮太、『ザ☆ウルトラマン』をよしかわ哲郎、『ウルトラマン80』を中谷尚弘が執筆を担当すると単行本巻末で紹介されていた。
未刊行に終わったうち、第2回配本分の『ウルトラマンA Vol.1 迷宮世界からの脱出』のみが、双葉社のアクションコミックスより『ウルトラマンA』の題で1999年9月28日に発売されている（ISBN 978-4-57-593647-6 作者は松久壽仁名義、絶版）。

## 単行本リスト（第1回配本）
単行本はいずれも1992年12月25日発売。各巻880円。

### ウルトラマン VOL.1 封印解けし時
- ISBN 978-4-87-120323-4

著者
- 原作：原彰孝
- 脚本：須甲和彦
- 作画：宮田淳一

あらすじ
都心から電車で2時間の距離に存在する弥呼神（みこがみ）山麓の鏡神湖（かがみこ）にて、原因不明の放電現象が発生した。科学特捜隊は、防衛庁長官より直々に調査を依頼される。
登場怪獣
雷神怪獣 アスタロテ
鏡神湖の中に眠っていた全長80メートルほどの巨大怪獣。帯電し、角の先から放電して攻撃する。
鉄魔神 ヴァスヴァール
弥呼神山麓の地中から出現した巨大な飛行物体。その正体はハスハランによって造られた使者である。
ハスハラン
アスタロテとヴァスヴァールを造り、地球に眠らせた存在。作中ではヴァスヴァールがフジに見せた虚像としてのみ姿が描かれている。

### ウルトラセブン VOL.1 古都に燃ゆ
- ISBN 978-4-87-120324-1

著者
- 原作：拔山敏弘
- 脚本：熊谷淳
- 作画：あきやま耕輝

あらすじ
都内にて、妊娠中の若い女性が13人も免疫不全で倒れるという事件が発生した。女性らの胎児の異常さから、ウルトラ警備隊は女性らが倒れる前に行っていたという京都へ調査に向かう。
登場怪獣
宇宙地竜 ガ・ドーラ
地中から出現した怪獣。ダンを狙うが、すぐさま呼び出されたミクラスに阻まれる。
カプセル怪獣 ミクラス
ガ・ドーラに襲われたダンによって呼び出された。怪力を駆使してガ・ドーラを倒すが、直後にノウワーム星人の円盤群に襲われる。

ノウワーム星人
本作の事件の黒幕。故郷の太陽を失ったために母星を離れた宇宙人で、長い放浪の末に肉体は衰退し、クローン再生によって命を繋ぎ止めてきたため、脳髄しか残されていない。宇宙に投げ出された防衛軍養成学校のヤスヒラ教官にミシュロフという個体を移植し、地球人に自分たちの遺伝子を適応させるための実験を繰り返していた。

### 帰ってきたウルトラマン VOL.1 復讐の宇宙戦線
- ISBN 978-4-87-120325-8

著者
- 原作・脚本：新藤義親
- 作画：大竹孝志

あらすじ
ベムスターが倒されてから1か月が経過した、梶の四十九日。MAT日本支部では加藤隊長の交代の噂が広まっていた。
登場怪獣
宇宙大怪獣 ベムスターγ（ガンマ）
テレビシリーズ第18話に登場したベムスターの同族が、蟹星雲の爆発の影響で体質変化を遂げた新種。劇中での推定身長は100メートル。以前の個体と比べて凶悪な顔つきとなったうえ、腋の皮膜も鋭い爪が並んだものに変化している。以前の個体が常食していた対象に加え、宇宙間の浮遊惑星および衛星、その星が帯びている重力をも餌とする。
宇宙大怪獣 ベムスター
テレビシリーズ第18話における戦いの結末が、物語冒頭にて描かれている。

プラスチック怪獣 ゴキネズラ
本編のラストに登場。テレビシリーズ第22話での出現時に伊吹隊長が駆けつけたところで、終幕を迎える。

### ウルトラマンタロウ VOL.1 悲しみの妖精少女
- ISBN 978-4-87-120325-8

著者
- 原作：原彰孝
- 脚本：秋廣泰生
- 作画：田中宏明（グループ・ゼロ）

あらすじ
街にサーカス団「スペースサーカス」がやって来た頃より、原因不明の殺人事件が続出し始めた。ZATは「スペースサーカス」の新人アイドル、プリンセス・セーナこと瞳に疑いの目を向ける。
登場怪獣
幻強怪獣 フォルティシア
東光太郎を襲った怪獣。セーナのオカリナの音によって操られる。
妖精少女 セーナ
「スペースサーカス」の新人アイドル。本名は舞瞳（まい ひとみ）といい、東光太郎の幼馴染。その正体は異星の生化学実験の末に作り出された生物であり、赤ん坊から20歳までを永遠に繰り返すようにプログラムされている。20歳を迎えると同時に赤ん坊に生まれ変わるが、そのためには地球人の生命エネルギーを必要とすることから、本人の意思とは無関係に殺人事件を繰り返していた。最後は怪獣に変貌し、ウルトラマンタロウに変身した光太郎と対峙する。

## 未刊行分
- 第2回配本（1993年1月25日発売予定（未発行）
  - ウルトラマンA Vol.1 迷宮世界からの脱出（本作のみ双葉社より刊行）
  - ウルトラマンレオ Vol.1 望郷! ふるさとのひとは闇に散りぬ
  - ザ☆ウルトラマン Vol.1 地球を救う怪獣
  - ウルトラマン80 Vol.1 笑顔の侵略者

以降は『ウルトラマン』『セブン』『帰マン』『タロウ』と、『A』『レオ』『ザ☆』『80』の組み合わせの繰り返しで、第10回配本まで毎月25日に発行される予定だった。

### ウルトラマンA Vol.1 迷宮世界からの脱出
前記の通り、未刊行に終わった作品のうち本作のみ、1999年9月28日に『ウルトラマンA』の題で双葉社より発売された。サブタイトルは未記載。夕子がTAC隊員として登場するなど、テレビ版第27話以前の設定で描かれている。
2021年1月30日から2月7日にかけ、作者の1人である松久由宇のnoteアカウントにて全エピソードが無料公開された。
- ISBN 978-4-57-593647-6

著者
- 脚本：新藤義親
- 作画：松久壽仁（リム出版時代の巻末予告では“松久由宇”名義）

あらすじ
突如、太陽系から土星、水星、月、天ノ川が消失するという事件が発生した。重力バランスの異変によって地球には未曾有の大災害が頻発したうえ、孤児となった子供たちの前にシルクハットの男性が現れ、子供たちを異次元へ連れ去る。北斗と夕子はシルクハットの男性を追った結果、罠にはまってそれぞれ別世界へ囚われてしまい、東京は防衛軍やTACの尽力もむなしく、超獣チルドレスによって蹂躙されていく。
登場怪獣
チルドレス
異次元へ連れ去られた大勢の子供たちが、シルクハットの男性と一体化して変貌した超獣。虫を殺す子供の無邪気さと残酷さに着目したヤプールによって創り出された。全身に子供の顔が浮かび上がっている。幽霊のような存在であるため、基本的に攻撃は通じないが、チルドレスからの干渉は可能である。
アドルフキング
子供たちをヤプールの命によって異次元へ連れ去ったシルクハットの男性の正体。双頭の竜の首を持った超獣であり、双頭や腹部に存在する口から炎を吐いて攻撃し、エースを苦しめる。
ミサイル超獣 ベロクロン、一角超獣 バキシム、変身超獣 ブロッケン
シルクハットの男性を追っていた北斗と夕子の前に現れた、かつて倒されたはずの超獣。エースに倒された直後に消失した。また、ベロクロンは精神世界に囚われた夕子の前にも出現している。

大蟻超獣 アリブンタ
同じくかつて倒されたはずの超獣。精神世界に囚われた北斗の前に夕子の姿で現れ、振り向きざまに正体を現した。

異次元人 ヤプール人
テレビ版におけるエースの宿敵。太陽系の星々を異次元へ消失させ、シルクハットの男性に子供たちを誘拐させた。

### ウルトラマン 科特隊の永き黄昏
ウルトラマン Vol.2として予定されていたもの、2003年に死亡した宮田淳一の描きかけの原稿をのなかみのるが完成させた。2004年に辰巳出版『ウルトラマンAGE』Vol.13から連載開始したが、同誌がVol.14で休刊したため、打ち切りとなった。
著者
- 原作：原彰孝
- 脚本：須甲和彦
- 作画：宮田淳一、のなかみのる

あらすじ
地球との友好的な関係を求めてきたメギラド星人を攻撃したため科学特捜隊日本支部は解散となる。
登場怪獣
メギラド星人
マグラ
ガボラ